# Volemija
Volemija (znanstveno ime Wollemia nobilis) je rod iglavcev iz družine Araucariaceae , ki kot endemit uspeva v Avstraliji. Predstavlja enega od treh živečih rodov v družini poleg rodov Araucaria in Agathis.
Rod ima samo eno znano vrsto, Wollemia nobilis, ki je bila odkrita leta 1994 v območju deževnega gozda v narodnem parku Wollemi v Novem Južnem Walesu. Drevesa so rasla v oddaljenem nizu ozkih sotesk iz peščenjaka s strmimi stenami, prb. 150 km severozahodno od Sydneja.
V botanični literaturi je volemija velikokrat navedena kot pripadnica družine borov (Pinaceae), čeprav resnične povezave s to botanično družino nima.
Volemija je označena (CR) na rdečem seznamu IUCN in je zakonsko zaščitena v Avstraliji. Ko so bila drevesa uspešno klonirana, so nove primerke posadili v botanične vrtove v Sydneju in drugod po svetu. Pripravljen je bil tudi načrt, v katerem so opisane strategije za ohranjanje te občutljive populacije s ciljem zagotoviti dolgoročno preživetje vrste.

## Opis
Volemija je zimzeleno drevo, visoko od 25 do 40 m. Ima značilno lubje, ki je temno-rjavo in grčasto in spominja na kosmiče. Drevo se hitro razveja in oblikuje večje število debel, ki izraščajo iz ene rastline. Zanimivo je, da se stranske veje nikoli ne razvejajo. Po nekaj letih se vsaka veja zaključi s storžem (moškim ali ženskim) ali pa preneha rasti. Po tem ko storž dozori, veja odmre. Nove veje nato poganjajo iz spečih popkov na glavnem deblu.
Listi so ploščati, linearni, dolgi 3-8 cm in široki 2-5 mm. Na poganjku so razporejeni spiralno, pri dnu pa so zaviti v dveh ali štirih sploščenih vrstah. Ko listi zrastejo, se iz sprva limetno zelene barve obarvajo rumenkasto zeleno.
Storži so zeleni, dolgi 6-12 cm s premerom 5-10 cm. Dozorijo 18-20 mesecev po opraševanju z vetrom. Ko dozorijo razpadejo, da sprostijo semena, ki so majhna in rjava s krilom na robu (ta pomaga pri razširjanju z vetrom). Moški storži so rdeče-rjavi, vitki, 5-11 cm dolgi in 1-2 cm široki.

## Odkritje
Pred odkritjem se je za volemijo domnevalo, da je obstajala pred 200 milijoni let, torej v času dinozavrov. Je ena najstarejših in najredkejših dreves in njeno odkritje velja za pomembno botanično najdbo. Pred odkritjem je veljalo, da je volemija izumrla, za njo so ostali le fosilni ostanki.
David Noble, uradnik službe za nacionalne parke in divje živali v Novem Južnem Walesu, je volemijo naključno odkril septembra leta 1994. David se je sprehajal med grmovjem in se spustil globoko v deževni gozd, ko je naletel na skupino starodavnih dreves. Ta so bila visoka okoli 40 m, njihova debla debela do 1 m, imela pa so nenavadne zelene liste, podobne praproti z edinstvenim vzorcem razvejanja. Oblika lubja je spominjala na brbotajočo čokolado.
Presenečen nad nenavadnim drevesom se je odločil pobrati vejo in nadaljevati sprehod. Ko se je vrnil v Sydney je David poiskal pomoč pri identifikaciji drevesa. Kontaktiral je strokovnjake iz Nacionalnega parka in Sydnejskih botaničnih vrtov. Njegovo poročilo, da ne gre za praprot, temveč za iglavcu podobno drevo je pritegnilo znanstvenika Wyna Jonesa in Jana Allana.
Trojica se je vrnila na lokacijo, da bi zbrala več primerkov, fotografirala drevesa in nadaljevala z raziskovanjem. Nad najdbo so bili presenečeni. Ugotovili so, da so naleteli ne le na neznano vrsto, ampak tudi na drevo zunaj kateregakoli obstoječega rodu starodavne družine Araucariaceae. Jan in Wyn sta rod rastline poimenovala po parku, v katerem so jo odkrili (Wollemi National Park), ime vrste (nobilis) pa je bilo podeljeno v čast David Noblu, kateremu gredo zasluge za odkritje.

## Zgodovina
Na podlagi fosilnih zapisov iz Nove Zelandije domnevamo, da je volemija tako kot večina drugih gozdnih rastlin doživela kratko izumrtje po trku asteroida, ki je povzročil izumrtje dinozavrov in končal obdobje krede. Trk, ki se je zgodil na mehiškem polotoku Jukatan pred 65 milijoni let, je povzročil dvig ogromnih količin kamnin, ki so se vrnile na Zemljo kot goreči meteoriti. Prišlo je do globalne "ognjene nevihte", saj so saje in dvignjen prah v ozračju blokirali Sonce.
A volemija je preživela dogajanje skrita v varnih zatočiščih in v semenskem materialu, saj se je kmalu ponovno naselila v vlažnih zmernih gozdovih Avstralije. Preživetje ji je olajšala zmožnost povezovanja s simbiotskimi glivami, od katerih je bila odvisna.
V drugi polovici kenozoika je avstralska celina postajala vse bolj suha in pogosteje je prihajalo do kopenskih požarov. Ta razloga sta privedla do ponovnega zmanjševanja števila primerkov volemije v obdobju kenozoika.

## Razširjenost in gojenje
Volemija je bila kmalu po odkritju deležna velikega zanimanja. Primerke so razmnožili in nastanili po botaničnih vrtovih v Avstraliji, kjer so pred obiskovalci pogosto zavarovane z železnimi kletkami.
Za razmnoževanje rastline in njeno trženje je bila izdana licenca, podprta s strani naravovarstvenikov kot pomembna strategija za dolgoročno preživetje vrste. Danes rastlino najdemo tudi v evropskih botaničnih vrtovih, kjer služi za izobraževalne namene.